# Elemotho

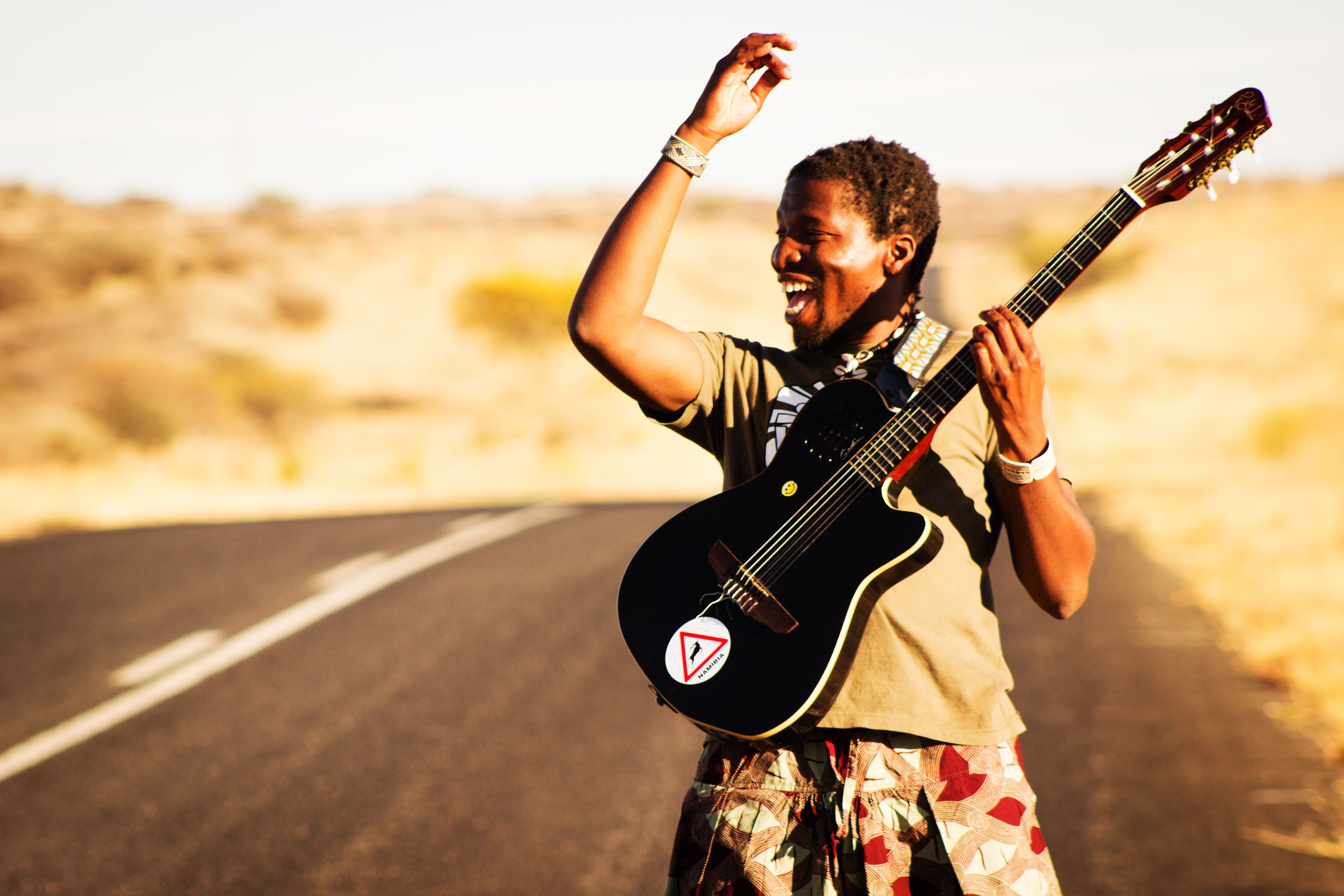
Elemotho

Elemotho, eigentlich Elemotho Richardo Mosimane Gaalelekwee, ist ein namibischer Sänger und Musiker. Der studierte Philosoph und Psychologe ist einer der erfolgreichsten Sänger in Namibia. Er schreibt und komponiert seine Lieder selbst und spielt diese auch ein, entweder solo oder mit seiner Band. Er singt auf Englisch, Setswana und in anderen Sprachen. Stilistisch hebt er sich von weltweiten Popklängen ab und orientiert sich viel mehr an afrikanischen Rhythmen, manchmal auch unter leichten Jazzeinflüssen.

## Diskographie
- The system is a joke (2003)
- Human (2008)
- My Africa (2013)
- Beautiful World (2017)